# Taglung-Kloster
| Tibetische Bezeichnung                   |
| ---------------------------------------- |
| Tibetische Schrift: སྟག་ལུང་དགོན་པ          |
| Wylie-Transliteration: stag lung dgon pa |
| THDL-Transkription: Taklung Gönpa        |
| Andere Schreibweisen: Taglung Gönpa      |

Das Taglung-Kloster (tib.: stag lung dgon chen oder stag lung thang) im Kreis Lhünzhub ist ein Kloster der Taglung-Kagyü – einer der 
sogenannten „acht kleinen Schulen“ der Kagyü-Schultradition – des 
tibetischen Buddhismus. Es wurde im Jahr 1180 von Taglung Thangpa Trashi Pel (tib.: stag lung thang pa bkra shis dpal; 1142–1209/10) gegründet. Ngawang Namgyel (1571–1626) hat eine Geschichte der Schule verfasst. 
Das Kloster ist Sitz der Taglung-Shabdrung-Linienhalter bzw. Taglung Shabdrung Rinpoches.
Das Kloster steht auf der Liste der Denkmäler des Autonomen Gebiets Tibet.